# 第23回シカゴ映画批評家協会賞
23rd CSFC Awards

2010年12月20日
作品賞: 

ソーシャル・ネットワーク
第23回シカゴ映画批評家協会賞は、シカゴ映画批評家協会が2010年の映画に贈る映画賞である。2010年12月17日に候補が発表され、20日に受賞結果が発表された。

## 受賞とノミネート一覧
太字が受賞。

### 主演男優賞
- コリン・ファース - 『英国王のスピーチ』
  - ジェフ・ブリッジス - 『トゥルー・グリット』
  - ジェシー・アイゼンバーグ - 『ソーシャル・ネットワーク』
  - ジェームズ・フランコ – 『127時間』
  - ライアン・ゴズリング – 『ブルーバレンタイン』

### 主演女優賞
- ナタリー・ポートマン - 『ブラック・スワン』
  - アネット・ベニング - 『キッズ・オールライト』
  - ジェニファー・ローレンス – 『ウィンターズ・ボーン』
  - レスリー・マンヴィル – 『家族の庭』
  - ミシェル・ウィリアムズ – 『ブルーバレンタイン』

### アニメ映画賞
- 『トイ・ストーリー3』
  - 『怪盗グルーの月泥棒 3D』
  - 『ヒックとドラゴン』
  - 『イリュージョニスト』
  - 『塔の上のラプンツェル』

### 撮影賞
- 『インセプション』 – ウォーリー・フィスター
  - 『ブラック・スワン』 – マシュー・リバティーク
  - 『シャッター アイランド』 – ロバート・リチャードソン
  - 『ソーシャル・ネットワーク』 – ジェフ・クローネンウェス
  - 『トゥルー・グリット』 – ロジャー・ディーキンス

### 監督賞
- デヴィッド・フィンチャー - 『ソーシャル・ネットワーク』
  - ダーレン・アロノフスキー - 『ブラック・スワン』
  - デブラ・グラニク – 『ウィンターズ・ボーン』
  - トム・フーパー – 『英国王のスピーチ』
  - クリストファー・ノーラン - 『インセプション』

### ドキュメンタリー映画賞
- 『イグジット・スルー・ザ・ギフトショップ』
  - 『インサイド・ジョブ 世界不況の知られざる真実』
  - 『レストレポ 〜アフガニスタンで戦う兵士たちの記録〜』
  - The Tillman Story
  - 『スーパーマンを待ちながら』

### 作品賞
- 『ソーシャル・ネットワーク』
  - 『ブラック・スワン』
  - 『インセプション』
  - 『英国王のスピーチ』
  - 『ウィンターズ・ボーン』

### 外国語映画賞
- 『預言者』  フランス
  - 『BIUTIFUL ビューティフル』  メキシコ
  - 『ミレニアム ドラゴン・タトゥーの女』  スウェーデン
  - 『ミラノ、愛に生きる』  イタリア
  - 『母なる証明』  韓国

### 音楽賞
- 『ブラック・スワン』 - クリント・マンセル
  - 『ミラノ、愛に生きる』 – ジョン・クーリッジ・アダムズ
  - 『インセプション』 – ハンス・ジマー
  - 『ソーシャル・ネットワーク』 - トレント・レズナー、アッティカス・ロス
  - 『トゥルー・グリット』 – カーター・バーウェル

### 脚色賞
- 『ソーシャル・ネットワーク』 - アーロン・ソーキン
  - 『ラビット・ホール』 – デヴィッド・リンゼイ＝アベアー
  - 『トイ・ストーリー3』 - マイケル・アーント
  - 『トゥルー・グリット』 - ジョエル&イーサン・コーエン
  - 『ウィンターズ・ボーン』 - デブラ・グラニック、アン・ロッセリーニ

### オリジナル脚本賞
- 『インセプション』 - クリストファー・ノーラン
  - 『ブラック・スワン』 - マーク・ハイマン、アンドレス・ハインツ、ジョン・J・マクローリン
  - Four Lions – クリス・モリス、ジェス・アームストロング、サム・ベイン
  - 『キッズ・オールライト』 - リサ・チョロデンコ、スチュアート・ブルムバーグ
  - 『英国王のスピーチ』 - デヴィッド・サイドラー

### 助演男優賞
- クリスチャン・ベール – 『ザ・ファイター』
  - アンドリュー・ガーフィールド - 『ソーシャル・ネットワーク』
  - ジョン・ホークス – 『ウィンターズ・ボーン』
  - マーク・ラファロ - 『キッズ・オールライト』
  - ジェフリー・ラッシュ – 『英国王のスピーチ』

### 助演女優賞
- ヘイリー・スタインフェルド – 『トゥルー・グリット』
  - エイミー・アダムス – 『ザ・ファイター』
  - ヘレナ・ボナム＝カーター – 『英国王のスピーチ』
  - メリッサ・レオ – 『ザ・ファイター』
  - ジャッキー・ウィーヴァー - 『アニマル・キングダム』

### 有望映画製作者賞
- デレク・シアンフランス – 『ブルーバレンタイン』
  - バンクシー – 『イグジット・スルー・ザ・ギフトショップ』
  - デヴィッド・ミショッド – 『アニマル・キングダム』
  - アーロン・シュナイダー – Get Low
  - ジョン・ウェルズ – 『カンパニー・メン』

### 有望俳優賞
- ジェニファー・ローレンス – 『ウィンターズ・ボーン』
  - アーミー・ハマー – 『ソーシャル・ネットワーク』
  - ケイティ・ジャーヴィス – 『フィッシュ・タンク』
  - タアール・ライム – 『預言者』
  - ヘイリー・スタインフェルド – 『トゥルー・グリット』